# 度会隆輝
度会 隆輝（わたらい りゅうき、2002年10月4日 - ）は、千葉県市川市出身のプロ野球選手（外野手）。右投左打。横浜DeNAベイスターズ所属。
父は元東京ヤクルトスワローズの内野手・度会博文。

## 経歴

### プロ入り前
ヤクルトスワローズに所属していた度会博文の次男として誕生した。
兄の影響を受けて3歳の頃から野球を始める。市川市立柏井小学校時代は東京北砂リトルに所属し、6年時にヤクルトジュニア入り。市川市立下貝塚中学校時代は、佐倉シニアに所属。チームメイトに主将を務めた西川僚祐がいる。リトルシニア全国選抜野球大会優勝、ジャイアンツカップ優勝を達成した。また、U15日本代表として、アジアチャレンジマッチに出場。最優秀選手に選出された。
横浜高等学校に進学。入学直後から背番号14でベンチ入りすると、1年夏の神奈川県大会では代打としての5打数5安打を含む9打数7安打を記録した。甲子園1回戦の愛知産業大学三河高等学校戦では甲子園初打席初安打を記録した。1年秋には正二塁手の座に就くも、ケガもあり翌春のセンバツは代打として出場した。以後、不祥事による平田徹の監督解任などもあり、甲子園出場はなかったが、高校通算24本塁打・公式戦通算打率.419を記録し、プロ志望届を提出するも、指名漏れ。社会人野球の名門、ENEOSに進んだ。
ENEOS入社後は、チーム事情もあり、外野手（主に右翼手）を務める。1年目からレギュラーの座を掴むと、都市対抗本戦でも本塁打を放つなど打撃の中心として活躍。神奈川ベストナインに指名打者として選出された。2年目の都市対抗では、4本塁打・打率.429を記録しチームの9年ぶりの優勝に貢献。橋戸賞・若獅子賞・打撃賞の三冠に輝いた。橋戸賞と若獅子賞の同時受賞は史上3人目、野手としては初の快挙となった。同年末には前述の都市対抗などでの活躍もあり、社会人ベストナイン（外野手）に選出された。
2023年10月26日に行われたドラフト会議において、中日ドラゴンズ、横浜DeNAベイスターズ、千葉ロッテマリーンズの3球団から1位指名を受けた。抽選の結果、横浜DeNAベイスターズ監督の三浦大輔が交渉権確定のクジを引き、入団交渉権を獲得した。11月22日、球団カラーの青一色のスーツを身にまとって、DeNAとの仮契約を結んだ。契約金は1億円、年俸は1600万円（金額は推定）。「人生でハンコを押したことがなかったので、押す喜びを知りました」と声を弾ませ、打率4割を目標に掲げた。背番号は父も現役時代に着用した4。仮契約後の12月3日には、横浜スタジアムと横浜DeNAベイスターズが共催する横浜スタジアム45周年イベント『YOKOHAMA STADIUM 45th DREAM MATCH』で、神奈川県内高校野球出身者によるチーム「Y45 LEGEND HEROES」の一員として試合に出場した。この試合は「Y45 LEGEND HEROES」とベイスターズの歴代スター選手で構成されるチーム「BAY DREAM STARS」が対戦するイベントで、度会は当初「Y45 LEGEND HEROES」のスターティングメンバーとして出場していたが、最終回の5回には「BAY DREAM STARS」の一員としてベイスターズのユニフォームを着用して打席に立ち、自身と同じく「Y45 LEGEND HEROES」の選手として出場が発表されていた横浜高校の先輩・松坂大輔と対戦した。

### DeNA時代

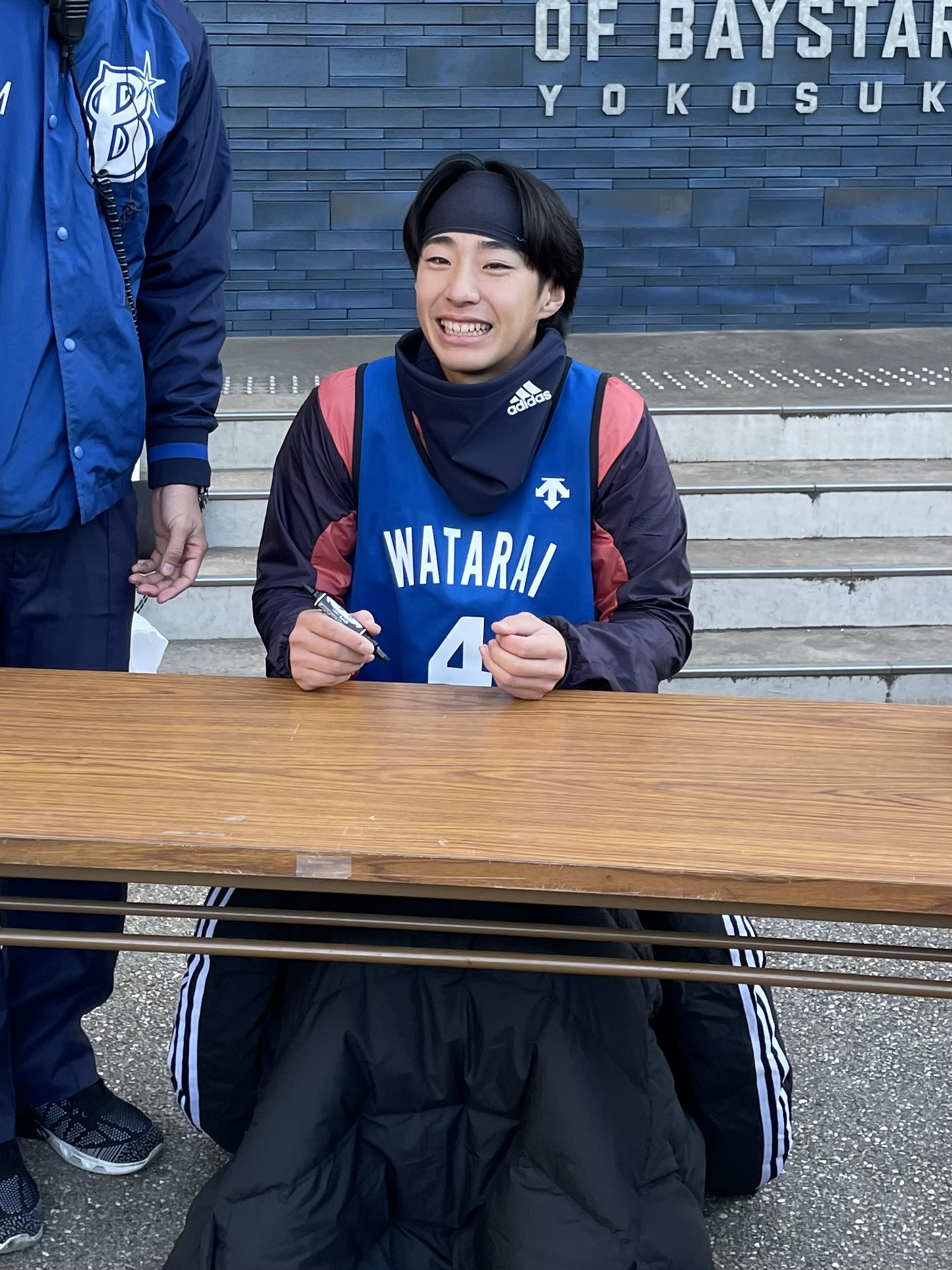
新人合同自主トレの際にサイン会を行う度会選手
（dock of BAYSTARS Yokosuka、2024年1月8日）

2024年、オープン戦16試合に出場し、打率.434（53打数23安打）でオープン戦首位打者、最多安打となった。開幕戦となった3月29日の対広島東洋カープ戦（横浜スタジアム）では「1番・右翼手」で先発出場を果たすと、0-3で迎えた3回裏、一死一・二塁で迎えた第2打席で相手先発の九里亜蓮から右翼席に同点3点本塁打を記録した。これは2024年の12球団第1号本塁打であり、かつプロ初安打・初本塁打・初打点であった。また、球団の新人による開幕戦本塁打は、大洋時代の1960年の黒木基康以来64年ぶりである。さらにカード2戦目となる30日の試合でも、黒原拓未から146km/hのストレートの頭部付近への死球を第1打席に受けるも、無死一塁の第3打席で大道温貴から右翼席に2点本塁打を記録。新人選手が開幕から2試合連続で本塁打を放ったのは史上3人目、セントラル・リーグでは史上初の快挙となった。この試合では4打数4安打で初の猛打賞を達成し、連日のヒーローインタビューを受けた。その後も「1番・右翼手」に固定されていたがやや低調になり、4月26日の対読売ジャイアンツ（横浜スタジアム）戦の前まで14打席連続無安打で、打率2割をきりかけるほどの不振を極め、この試合で初めて1番を外れて8番での起用となった。この試合で15打席ぶりの安打、12日以来となる複数安打を打ってから迎えた第4打席の二死満塁の場面、高梨雄平から満塁本塁打を放ち試合を決定づけた。これは球団初となる新人による満塁本塁打だった。これらの印象的な活躍からファンがDeNAの選手を推薦する3&4月の「BS-TBS月間グッドプレイヤー賞」に選出された。しかし、5月からはベンチスタートが多くなり、打撃面の不調だけでなく守備面でも自身の失策から失点につながったこともあり、監督の三浦大輔からは「まだまだ課題が多い」と指摘された。5月16日に出場選手登録抹消となり、プロ入り初の二軍調整となった。二軍では守備、走塁を重点的に取り組み、中堅守備にも挑戦した。打撃面では7試合連続安打を打つなど18試合の出場で打率.324、1本塁打、8打点、出塁率.405と好調な成績を記録し、6月11日に再度出場選手登録された。同日の千葉ロッテマリーンズ戦（ZOZOマリンスタジアム）では「9番・右翼手」で先発起用され、セ・パ交流戦初出場となった。この試合から16日の対埼玉西武ライオンズ戦（ベルーナドーム）まで6試合連続で適時打を打ち、新人による6試合連続打点を記録。球団では1951年の矢野純一、1960年の黒木の5試合が最長記録だった。6月11日の試合から9試合連続安打、17試合連続出塁を記録するなど一時好調で、主に2番打者として22試合連続で先発起用された。7月17日、同年のオールスターゲームにプラスワン投票で選出されたことが発表され、同年の新人では唯一の出場となった。8月に入ると先発出場の機会は1試合しかなく、8月12日に登録を抹消され、2度目の二軍調整となった。シーズン最終盤の9月22日に再度出場選手登録されたが、3度の代打起用で結果を残せず、10月2日に出場選手登録を抹消された。最終的にルーキーイヤーは75試合に出場し、打率.255、3本塁打、24打点の成績に終わった。ファームでは、DeNA二軍がマジック1で迎えた9月28日横須賀スタジアムでのロッテ二軍とのイースタン・リーグ公式戦、10月5日宮崎市でのウエスタン・リーグ優勝のソフトバンク二軍とのファーム日本選手権で、両試合とも「3番・右翼手」でフルイニング出場し、チームは勝利した。選手権の数日後から開幕したフェニックスリーグにも出場した。2024年のセントラル・リーグクライマックスシリーズではファースト、ファイナル両ステージともベンチ入りを果たせず、2024年の日本シリーズ出場有資格者リストに名を連ねたが、招集されなかった。11月21日に契約更改を行い、1000万円増の推定年俸2600万円でサインした。
2025年、沖縄・宜野湾での春季キャンプA班の日程を完走し、キャンプ期間中の対外試合で好調を維持していたが、上半身の違和感のために2月28日よりファーム調整となった。その影響もあって開幕は二軍で迎えたが、上半身の違和感は癒え、二軍戦11試合の出場で打率.333と好成績も挙げ、4月6日に出場選手登録された。同日の試合では好機で代打で送り出され、三塁へのゴロで安打にはならずも、同年初打点を挙げた。徐々に先発出場時は3番を打つようになる。

## 選手としての特徴
高いミート力で広角に鋭い当たりを連発する走攻守三拍子揃った左打ち外野手。50メートル6秒0の俊足、遠投118メートルの強肩と長打力を併せ持つ。
野球解説者の高木豊は、バットコントロールは非凡なものがあると評している。プロ1年目は左投手や落ちる球種への対応に苦慮していた。高木によれば、守備の崩れを発端に打撃の状態が崩れることが多いという。
外野での本職の守備位置は右翼だが、プロ入り2年目からは左翼守備にも挑戦し、守備の選択肢を広げている。1年目は二軍で中堅手にも挑戦していた。プロ入り前は二塁手、三塁手もこなした。右翼守備について、高木より打球の目測を誤るなど課題点があると指摘されている。更に、髙木がプロ2年目の春季キャンプ時に度会と会話した際、守備に関する回答が出ず意識が打撃に偏っていたことから「守備の意識がちょっと低い」「チーム全体がエラーを減らすために同じ方向を向いて取り組んでいる時に、バッティングのことばかり考えているようではダメです」と苦言を呈されている一方、「センスがある選手なので、高い意識を持って練習すれば守備もうまくなると思う」とも期待されている。二軍監督の桑原義行も度会の弱点として守備面を挙げており、度会の守備強化のため一軍昇格後でも二軍での社会人野球チームとの練習試合に守備だけ参加させたことがある。
走塁については、2025年4月時点、DeNA監督の三浦大輔から「打撃、守備は良くなってますけど、走塁面の判断力は勉強です」と指摘されている。

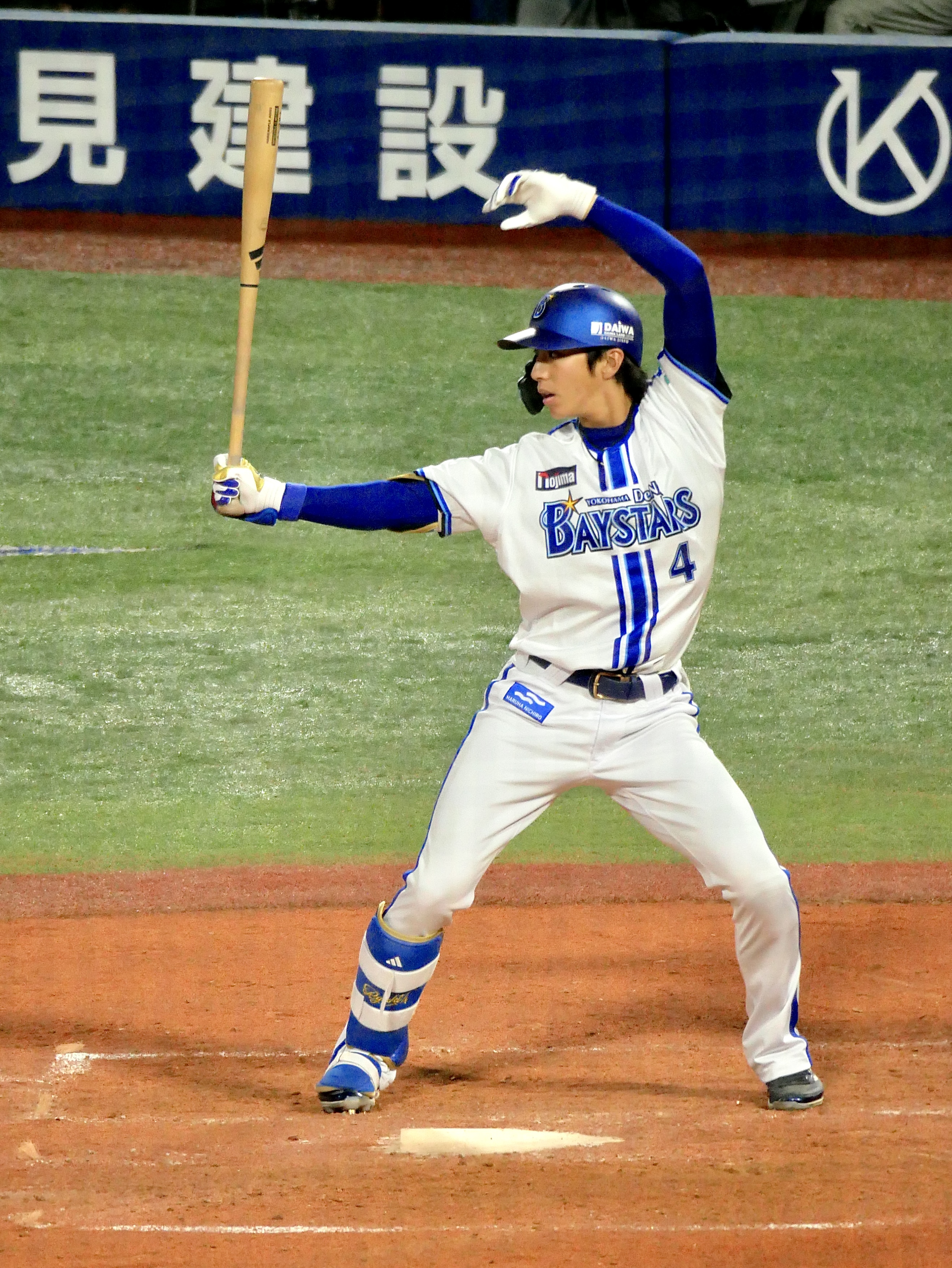
2024年4月9日 横浜スタジアムにて

打席で見せるルーティンの独特の構えが特徴的であり、監督である三浦からは歌舞伎役者のようだと言われている。

## 人物
- 幼少期からの横浜ファンで、ドラフトでDeNAから1位指名を受けた際には記者会見の場で嬉し涙を流した[10]。
- 中学3年生時、2017年11月25日放送のTBSテレビ『炎の体育会TV』に出演。「野球ヒットTheターゲット」（トスバッティングで100秒間に15枚の的を狙う企画）で、父・博文がトスを担当する中、プロ野球選手も成し得なかった番組史上初の完全制覇を達成した[60][61]。
- 特技はカラオケ。採点機能にて100点を取った経験を持つほど歌唱力には自信がある[62]。DeNA入団直後に行われたファンフェスティバルでの新入団選手紹介では、「ウィーアー!」を熱唱した[63]。
- DeNA入団後の登場曲は父・博文の現役時代と同じEarth, Wind & Fireの「Let's Groove」を使用している（第1・5打席）[64][65]。また応援歌は、横浜高校の先輩にして担当スカウトでもある横山道哉の応援歌の歌詞を一部変更した上で流用したものである[66][67]。2024年のオールスターゲームで打席に立った際は、自身の応援歌だけでなく父・博文の現役時代の応援歌も流された[68]。
- 父・博文のつながりで、幼少期からヤクルトの選手からかわいがられてきた。クラブハウスで一緒にお風呂に入ったり、キャッチボールをしてもらったりしたことのある青木宣親とプロ入り後に再会した際には「小さいときからお世話になっているので、感慨深いものがあります」と語った。その縁で、2024年限りで現役引退する青木の横浜スタジアム出場最終試合となる9月23日の試合前にはヤクルトOBであるコーチの田中浩康とともに青木に花束を手渡した[69]。度会がその試合で代打で登場した際には青木の登場曲「HOWEVER」（GLAY）が流された[70]。

## 詳細情報

### 年度別打撃成績
| 年 度     | 球 団     | 試 合 | 打 席 | 打 数 | 得 点 | 安 打 | 二 塁 打 | 三 塁 打 | 本 塁 打 | 塁 打 | 打 点 | 盗 塁 | 盗 塁 死 | 犠 打 | 犠 飛 | 四 球 | 敬 遠 | 死 球 | 三 振 | 併 殺 打 | 打 率 | 出 塁 率 | 長 打 率 | O P S |
| --------- | --------- | ----- | ----- | ----- | ----- | ----- | -------- | -------- | -------- | ----- | ----- | ----- | -------- | ----- | ----- | ----- | ----- | ----- | ----- | -------- | ----- | -------- | -------- | ----- |
| 2024      | DeNA      | 75    | 272   | 251   | 21    | 64    | 7        | 1        | 3        | 82    | 24    | 2     | 2        | 1     | 1     | 12    | 0     | 7     | 43    | 6        | .255  | .306     | .327     | .633  |
| 通算：1年 | 通算：1年 | 75    | 272   | 251   | 21    | 64    | 7        | 1        | 3        | 82    | 24    | 2     | 2        | 1     | 1     | 12    | 0     | 7     | 43    | 6        | .255  | .306     | .327     | .633  |

- 2024年度シーズン終了時

### 年度別守備成績
| 年 度 | 球 団 | 外野  | 外野  | 外野  | 外野  | 外野  | 外野     |
| 年 度 | 球 団 | 試 合 | 刺 殺 | 補 殺 | 失 策 | 併 殺 | 守 備 率 |
| ----- | ----- | ----- | ----- | ----- | ----- | ----- | -------- |
| 2024  | DeNA  | 60    | 112   | 1     | 4     | 1     | .966     |
| 通算  | 通算  | 60    | 112   | 1     | 4     | 1     | .966     |

- 2024年度シーズン終了時
- 各年度の太字はリーグ最高

### 記録
初記録
- 初出場・初先発出場：2024年3月29日、対広島東洋カープ1回戦（横浜スタジアム）、「1番・右翼手」で先発出場[17]
- 初打席：同上、1回裏に九里亜蓮から二ゴロ[71]
- 初安打・初本塁打・初打点：同上、3回裏に九里亜蓮から右越3ラン[71][17] ※2024年の12球団第1号[71][17]
- 初盗塁：2024年3月30日、対広島東洋カープ2回戦（横浜スタジアム）、 1回裏に二盗（投手：河野佳、捕手：坂倉将吾）

その他の記録
- オールスターゲーム出場：1回（2024年）
- 新人の開幕戦本塁打 ※史上14人目[72]
- 新人の開幕からの2試合連続本塁打 ※史上3人目、セ・リーグ初[18]

### 背番号
- 25（2021年 - 2023年）
- 4（2024年[12] - ）

### 登場曲
- 「Let's Groove」Earth, Wind & Fire（2024年 - ） ※第1・5打席[65]
- 「君とつくる未来」ケツメイシ（2024年 - ） ※第2・4打席[65]
- 「私は最強」Mrs. GREEN APPLE（2024年 - ） ※第3打席[65]

### 表彰
社会人野球
- 都市対抗野球大会 橋戸賞：1回（2022年）※若獅子賞との同時受賞は、史上3人目、野手史上初
- 都市対抗野球大会 若獅子賞：1回（2022年）
- 都市対抗野球大会 打撃賞：1回（2022年）
- 都市対抗野球大会 大会優秀選手：1回（外野手部門：2022年）
- 社会人ベストナイン：1回（外野手部門：2022年）
- 最多本塁打賞：1回（2022年）
- 最多打点賞：1回（2022年）